# BWF World Tour 2023
Die BWF World Tour 2023 war die sechste Saison der BWF World Tour im Badminton. Zum Abschluss der Saison wurde das BWF World Tour Finale ausgetragen.

## Resultate
| Veranstaltung                  | Report            | Herreneinzel              | Dameneinzel              | Herrendoppel                                        | Damendoppel                                    | Mixed                                             |
| World Tour Finals              | World Tour Finals | World Tour Finals         | World Tour Finals        | World Tour Finals                                   | World Tour Finals                              | World Tour Finals                                 |
| ------------------------------ | ----------------- | ------------------------- | ------------------------ | --------------------------------------------------- | ---------------------------------------------- | ------------------------------------------------- |
| BWF World Tour Finals          | Report            | Viktor Axelsen            | Tai Tzu-ying             | Kang Min-hyuk Seo Seung-jae                         | Chen Qingchen Jia Yifan                        | Zheng Siwei Huang Yaqiong                         |
| Super 1000                     |                   |                           |                          |                                                     |                                                |                                                   |
| Malaysia Open                  | Report            | Viktor Axelsen            | Akane Yamaguchi          | Fajar Alfian Muhammad Rian Ardianto                 | Chen Qingchen Jia Yifan                        | Zheng Siwei Huang Yaqiong                         |
| All England                    | Report            | Li Shifeng                | An Se-young              | Fajar Alfian Muhammad Rian Ardianto                 | Kim So-young Kong Hee-yong                     | Zheng Siwei Huang Yaqiong                         |
| Indonesia Open                 | Report            | Viktor Axelsen            | Chen Yufei               | Satwiksairaj Rankireddy Chirag Shetty               | Baek Ha-na Lee So-hee                          | Zheng Siwei Huang Yaqiong                         |
| China Open                     | Report            | Viktor Axelsen            | An Se-young              | Liang Weikeng Wang Chang                            | Chen Qingchen Jia Yifan                        | Seo Seung-jae Chae Yoo-jung                       |
| Super 750                      |                   |                           |                          |                                                     |                                                |                                                   |
| India Open                     | Report            | Kunlavut Vitidsarn        | An Se-young              | Liang Weikeng Wang Chang                            | Nami Matsuyama Chiharu Shida                   | Yuta Watanabe Arisa Higashino                     |
| Singapore Open                 | Report            | Anthony Ginting           | An Se-young              | Takuro Hoki Yugo Kobayashi                          | Chen Qingchen Jia Yifan                        | Mathias Christiansen Alexandra Bøje               |
| Japan Open                     | Report            | Viktor Axelsen            | An Se-young              | Lee Yang Wang Chi-lin                               | Kim So-young Kong Hee-yong                     | Yuta Watanabe Arisa Higashino                     |
| Denmark Open                   | Report            | Weng Hongyang             | Chen Yufei               | Aaron Chia Soh Wooi Yik                             | Chen Qingchen Jia Yifan                        | Feng Yanzhe Huang Dongping                        |
| French Open                    | Report            | Jonatan Christie          | Chen Yufei               | Kim Astrup Anders Skaarup Rasmussen                 | Liu Shengshu Tan Ning                          | Jiang Zhenbang Wei Yaxin                          |
| China Masters                  | Report            | Kodai Naraoka             | Chen Yufei               | Liang Weikeng Wang Chang                            | Nami Matsuyama Chiharu Shida                   | Zheng Siwei Huang Yaqiong                         |
| Super 500                      |                   |                           |                          |                                                     |                                                |                                                   |
| Indonesian Masters             | Report            | Jonatan Christie          | An Se-young              | Leo Rolly Carnando Daniel Marthin                   | Liu Shengshu Zhang Shuxian                     | Feng Yanzhe Huang Dongping                        |
| Malaysia Masters               | Report            | H. S. Prannoy             | Akane Yamaguchi          | Kang Min-hyuk Seo Seung-jae                         | Baek Ha-na Lee So-hee                          | Dechapol Puavaranukroh Sapsiree Taerattanachai    |
| Thailand Open                  | Report            | Kunlavut Vitidsarn        | An Se-young              | Liang Weikeng Wang Chang                            | Kim So-young Kong Hee-yong                     | Kim Won-ho Jeong Na-eun                           |
| Canada Open                    | Report            | Lakshya Sen               | Akane Yamaguchi          | Kim Astrup Anders Skaarup Rasmussen                 | Nami Matsuyama Chiharu Shida                   | Hiroki Midorikawa Natsu Saito                     |
| Korea Open                     | Report            | Anders Antonsen           | An Se-young              | Satwiksairaj Rankireddy Chirag Shetty               | Chen Qingchen Jia Yifan                        | Feng Yanzhe Huang Dongping                        |
| Australia Open                 | Report            | Weng Hongyang             | Zhang Beiwen             | Kang Min-hyuk Seo Seung-jae                         | Kim So-young Kong Hee-yong                     | Feng Yanzhe Huang Dongping                        |
| Hong Kong Open                 | Report            | Jonatan Christie          | Akane Yamaguchi          | Kim Astrup Anders Skaarup Rasmussen                 | Apriyani Rahayu Siti Fadia Silva Ramadhanti    | Guo Xinwa Wei Yaxin                               |
| Arctic Open                    | Report            | Lee Zii Jia               | Han Yue                  | Kim Astrup Anders Skaarup Rasmussen                 | Liu Shengshu Tan Ning                          | Feng Yanzhe Huang Dongping                        |
| Japan Masters                  | Report            | Viktor Axelsen            | Gregoria Mariska Tunjung | He Jiting Ren Xiangyu                               | Zhang Shuxian Zheng Yu                         | Zheng Siwei Huang Yaqiong                         |
| Super 300                      |                   |                           |                          |                                                     |                                                |                                                   |
| Thailand Masters               | Report            | Lin Chun-yi               | Zhang Yiman              | Leo Rolly Carnando Daniel Marthin                   | Benyapa Aimsaard Nuntakarn Aimsaard            | Feng Yanzhe Huang Dongping                        |
| German Open                    | Report            | Ng Ka Long                | Akane Yamaguchi          | Choi Sol-gyu Kim Won-ho                             | Baek Ha-na Lee So-hee                          | Feng Yanzhe Huang Dongping                        |
| Swiss Open                     | Report            | Koki Watanabe             | Pornpawee Chochuwong     | Satwiksairaj Rankireddy Chirag Shetty               | Rena Miyaura Ayako Sakuramoto                  | Jiang Zhenbang Wei Yaxin                          |
| Spain Masters                  | Report            | Kenta Nishimoto           | Gregoria Mariska Tunjung | He Jiting Zhou Haodong                              | Liu Shengshu Tan Ning                          | Mathias Christiansen Alexandra Bøje               |
| French International           | Report            | Priyanshu Rajawat         | Carolina Marín           | Chen Boyang Liu Yi                                  | Rena Miyaura Ayako Sakuramoto                  | Chen Tang Jie Toh Ee Wei                          |
| Chinese Taipei Open            | Report            | Chico Aura Dwi Wardoyo    | Tai Tzu-ying             | Man Wei Chong Tee Kai Wun                           | Lee Yu-lim Shin Seung-chan                     | Chen Tang Jie Toh Ee Wei                          |
| US Open                        | Report            | Li Shifeng                | Supanida Katethong       | Goh Sze Fei Nur Izzuddin                            | Liu Shengshu Tan Ning                          | Ye Hong-wei Lee Chia-hsin                         |
| New Zealand Open               |                   | abgesagt                  | abgesagt                 | abgesagt                                            | abgesagt                                       | abgesagt                                          |
| Hylo Open                      | Report            | Chou Tien-chen            | Zhang Beiwen             | Liu Yuchen Ou Xuanyi                                | Zhang Shuxian Zheng Yu                         | Tang Chun Man Tse Ying Suet                       |
| Korea Masters                  | Report            | Kento Momota              | Kim Ga-eun               | Lee Jhe-huei Yang Po-hsuan                          | Jeong Na-eun Kim Hye-jeong                     | Seo Seung-jae Chae Yoo-jung                       |
| Syed Modi International        | Report            | Chi Yu-jen                | Nozomi Okuhara           | Choong Hon Jian Muhammad Haikal                     | Rin Iwanaga Kie Nakanishi                      | Dejan Ferdinansyah Gloria Emanuelle Widjaja       |
| Super 100                      |                   |                           |                          |                                                     |                                                |                                                   |
| Ruichang China Masters         | Report            | Sun Feixiang              | Lin Hsiang-ti            | Chen Boyang Liu Yi                                  | Chen Xiaofei Feng Xueying                      | Jiang Zhenbang Wei Yaxin                          |
| Indonesia Masters Super 100 I  | Report            | Kiran George              | Ester Nurumi Tri Wardoyo | Sabar Karyaman Gutama Mohamed Reza Pahlevi Isfahani | Lanny Tria Mayasari Ribka Sugiarto             | Yap Roy King Valeree Siow                         |
| Vietnam Open                   | Report            | Huang Yu-kai              | Nguyễn Thùy Linh         | Kenya Mitsuhashi Hiroki Okamura                     | Hsieh Pei-shan Tseng Yu-chi                    | Hiroki Nishi Akari Sato                           |
| Kaohsiung Masters              | Report            | Lin Chun-yi               | Liang Ting-yu            | Goh Sze Fei Nur Izzuddin                            | Setyana Mapasa Angela Yu                       | Hiroki Nishi Akari Sato                           |
| Abu Dhabi Masters              | Report            | Mads Christophersen       | Unnati Hooda             | Goh Sze Fei Nur Izzuddin                            | Tanisha Crasto Ashwini Ponnappa                | Mads Vestergaard Christine Busch                  |
| Indonesia Masters Super 100 II | Report            | Takuma Obayashi           | Tomoka Miyazaki          | Kenya Mitsuhashi Hiroki Okamura                     | Lanny Tria Mayasari Ribka Sugiarto             | Jafar Hidayatullah Aisyah Salsabila Putri Pranata |
| Malaysia Super 100             | Report            | Leong Jun Hao             | Pitchamon Opatniputh     | Chen Cheng-kuan Chen Sheng-fa                       | Laksika Kanlaha Phataimas Muenwong             | Chan Peng Soon Cheah Yee See                      |
| Guwahati Masters               | Report            | Yohanes Saut Marcellyno   | Lalinrat Chaiwan         | Choong Hon Jian Muhammad Haikal                     | Tanisha Crasto Ashwini Ponnappa                | Terry Hee Tan Wei Han                             |
| Odisha Masters                 | Report            | Sathish Kumar Karunakaran | Nozomi Okuhara           | Lin Bing-wei Su Ching-heng                          | Meilysa Trias Puspitasari Rachel Allessya Rose | Dhruv Kapila Tanisha Crasto                       |